# (19429) Grubaugh
(19429) Grubaugh (1998 FD69) – planetoida z pasa głównego asteroid okrążająca Słońce w ciągu 3,67 lat w średniej odległości 2,38 j.a. Odkryta 20 marca 1998 roku.